# Бієліна
Біє́ліна (босн. і хорв. Bijeljina, серб. Бијељина) — місто на північному сході Боснії і Герцеговини, друге за величиною в Республіці Сербській після Бані-Луки і п'яте — в Боснії і Герцеговині. Розташоване на родючій рівнині, що в трикутнику між трьома країнами Хорватією, Сербією та Боснією і Герцеговиною, відомому як Семберія. Центр однойменного муніципалітету, обмежованого з півночі Савою, а зі сходу — Дриною. Бієліна — неофіційний центр східної частини Республіки Сербської з населенням приблизно 120 000 — 130 000 жителів. Місто розміщено за 6 км від кордону з Сербією і за 40 км від кордону з Хорватією. Центр харчової промисловості і торгівлі продовольством.
Збудований в XVI ст. монастир Тавна є духовним центром місцевих сербських православних християн.

## Доля міста в Боснійській війні
У 1991—1992 рр. Бієліна була центром місцевої сербської автономної області, заснованої місцевою сербською меншиною — Сербської Автономної Області Семберія і Маєвиця.
Населена переважно боснійцями Бієліна стала чи не першим місцем, втягнутим у війну 1992—1995 рр., з огляду на її ключове стратегічне положення поблизу сербського кордону. У перші дні квітня 1992 р. місто спіткав напад із боку сербського напіввійськового формування, очоленого Арканом. Згідно з тодішніми звістками в ЗМІ, до 100 цивільних осіб було вбито, а населення всіх відмінних від сербської національностей було вигнано. Це був один з перших прикладів етнічної чистки в Боснії і Герцеговині. Так Бієліну було включено в проголошений сербами державний утвір — Республіку Сербську. 13 березня 1993 р. всі три мечеті було висаджено в повітря сербськими ополченцями Желька Ражнатовича. Найбільшу мечеть, що на головній площі міста, було відновлено за кошти Євросоюзу. Місцева католицька церква, хоча й була в той час у занедбаному стані, уціліла. Тоді як кількість боснійців знизилася на 83,5%, представники інших етнічних груп зникли майже повністю.
Протягом війни Бієліна пережила великий наплив сербських біженців з інших куточків Боснії і Герцеговини. Нині (2007 р.) Бієліна населена переважно боснійськими сербами. Населення муніципалітету Бієліна збільшилося через приплив біженців упродовж війни з близько 96 000 у 1991 році до приблизно 110 000 осіб.